# BredaPhoto

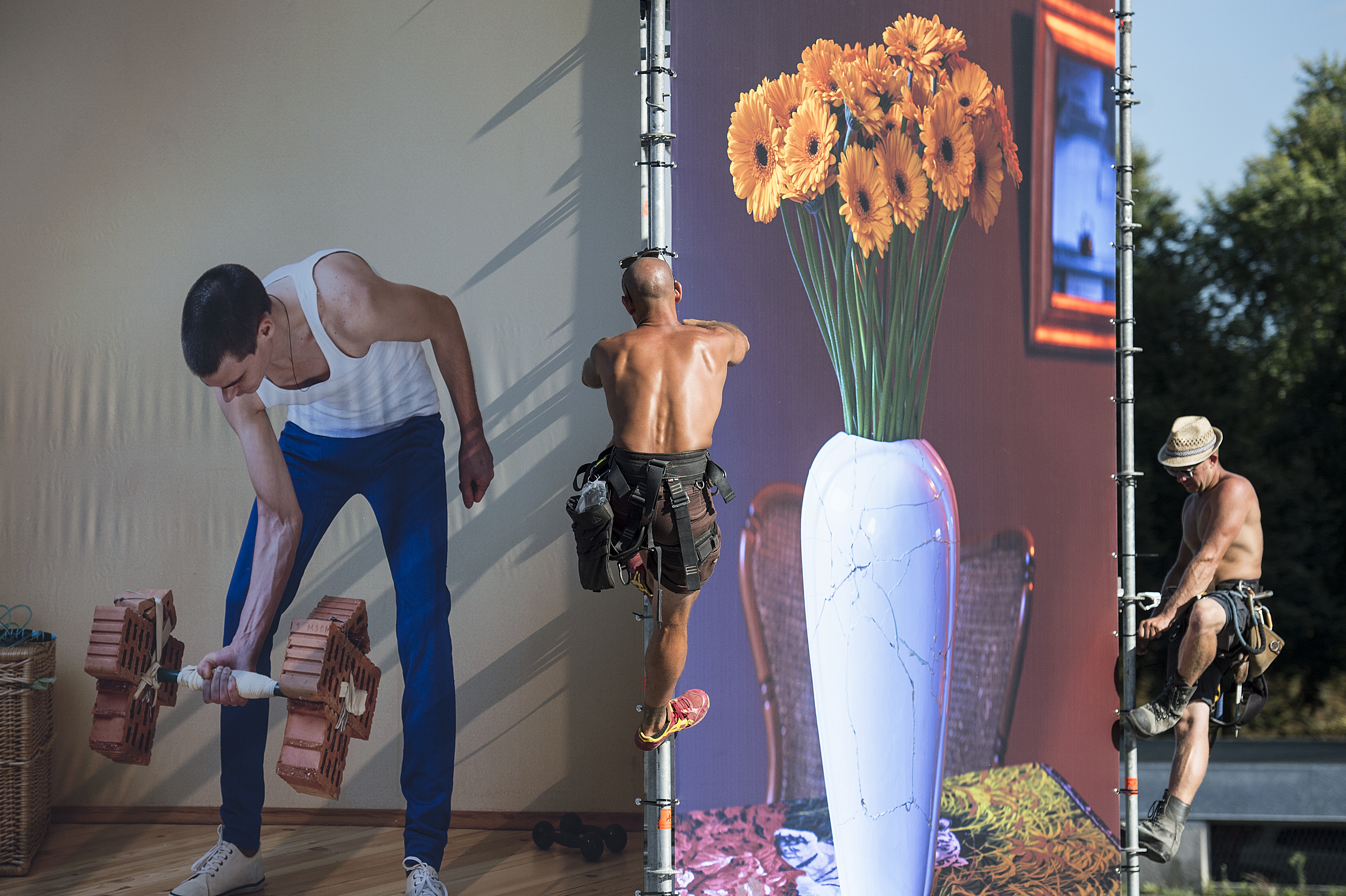
Vrijwilligers monteren twee grote afdrukken van werk van Alexey Shlyk op steigerstellages, in voorbereiding op BredaPhoto 2016. Foto: Ron Machielse.

BredaPhoto is een festival voor eigentijdse internationale fotografie in de Nederlandse stad Breda, dat sinds 2003 gewoonlijk elke twee jaar plaatsvindt. Ieder festivaljaar kent een bepaald thema; werken van bekende en minder bekende fotografen die daarbij aansluiten worden tentoongesteld. Ook is er werk van getalenteerde studenten te zien. In het verleden zijn werken tentoongesteld van onder anderen Carl De Keyzer, Pieter Hugo, Cas Oorthuys, Martin Parr, Robin de Puy en Stephan Vanfleteren.
Er worden tijdens BredaPhoto verdiepingsprogramma's georganiseerd in de vorm van lezingen door − en interviews en discussies met − deelnemende fotografen. Verder zijn er masterclasses voor amateurfotografen en wordt een selectie van amateurwerk tentoongesteld. Met fotografen en organisaties wordt samengewerkt om 'randprojecten' te realiseren die gedurende het festival worden gepresenteerd.

## Festivaljaren en -thema's

### 2003: De mens als kuddedier
In het thema voor 2003 stond de mens centraal, als een groepsdier dat de kudde opzoekt en het uiterlijk en het gedrag van zijn omgeving kopieert. Er werden werken tentoongesteld van onder anderen Hans Eijkelboom, Paul Kooiker, Erik Kessels en Cas Oorthuys.

### 2005: Unreal Beauty
Het thema voor 2005 was al dan niet gemanipuleerde menselijke schoonheid. Er was werk van onder anderen Micha Klein en Koen Hauser te zien.

### 2008: Heimat Hotel
In 2008 verwees het thema 'Heimat Hotel' naar een open blik voor andere culturen. Het thema was geïnspireerd op het muziektheaterstuk Een totale Entführung, een bewerking van de Mozart-opera Die Entführung aus dem Serail door Ramsey Nasr. Er werden werken tentoongesteld van onder anderen Martin Parr, Stephan Vanfleteren, Pieter Hugo en Chris Keulen.

### 2010: Tilt
Tegen de achtergrond van de mondiale financiële crisis onderzocht BredaPhoto in 2010 hoe mensen omgaan met zekerheden, onzekerheden en crises. Een belangrijke tentoonstelling was Trinity, waaraan fotograaf Carl De Keyzer ruim 15 jaar had gewerkt.

### 2012: Homo empathicus
In 2012 werd de 'homo empathicus' als thema gekozen; deze staat lijnrecht tegenover de 'homo economicus', die zijn omgeving beoordeelt op de kosten en baten, vanuit zijn eigen belang. Er waren werken van onder anderen Mikhael Subotzky, Masao Yamamoto, Larry Towell en Carel van Hees te zien.

### 2014: Songs from the Heart
Het thema voor 2014 onderzocht 'de (nieuwe) romantiek', met kernwaarden als authenticiteit, oprechtheid en uniciteit.
Er werden werken van onder anderen Todd Hido en Alec Soth tentoongesteld.

### 2016: You
Het thema in 2016 onderzocht hoe burgers zelf het initiatief nemen en meer of minder zelfredzaam zijn, als gevolg van een terugtredende en/of falende overheid. De overgang in Nederland van een verzorgingsstaat naar een participatiemaatschappij kan in dit verband gezien worden als een teken van die terugtredende overheid.
In 2016 werden werken van meer dan 70 fotografen tentoongesteld, op 25 locaties, zowel binnen als buiten. Er waren werken van onder anderen Carl De Keyzer en Robin de Puy te zien. Een belangrijke tentoonstelling was The Absent State, die in samenwerking met World Press Photo werd gerealiseerd. Voor deze tentoonstelling deden vijf fotografen in China, Venezuela, Griekenland, Congo en de Verenigde Staten onderzoek naar effecten van een 'ontbrekende overheid'.
Volgens de organisatie telde het festival in 2016 ruim 80.000 bezoekers, onder wie 10.000 betalende.
Bezoekers kwamen vooral uit Nederland en België, maar ook uit landen als Finland, Duitsland, Groot-Brittannië, de Verenigde Staten, China en Taiwan.

### 2018: To Infinity and Beyond
De meer dan 55 deelnemende fotografen (uit 15 landen en 4 continenten) aan BredaPhoto 2018 hebben de mogelijke impact onderzocht van de wetenschappelijke ontwikkelingen. Deze ontwikkelingen hebben positieve gevolgen voor bijvoorbeeld gezondheidszorg en het milieu maar ze kunnen ook negatieve consequenties hebben. Het BredaPhoto festival van 2018 ontving (net als bij het festival van 2016) een lovende recensie van het dagblad De Volkskrant.
In 2018 is het team van Nederlandse curatoren uitgebreid met drie 'geassocieerde curatoren' uit respectievelijk Dubai, Japan en Nigeria.

### 2020: The best of times, the worst of times
BredaPhoto 2020 vond plaats van 9 september t/m 25 oktober. 'Het thema is ontleend aan de beginregels van de klassieke roman "In Londen en Parijs" van Charles Dickens uit 1859. Er verandert heel veel. De geest is uit de fles. Als bij Aladdin. Daar kun je tegenop zien, maar je kunt er ook optimistisch naar kijken: het biedt talloze kansen om een mooie wereld op te bouwen.

### 2022: Theatre of Dreams
Van 8 september tot 23 oktober vond de 10e editie van BredaPhoto plaats met ruim 60 internationale fotografen op ca. 15 locaties. Het thema 'Theatre of Dreams' ging over hoop en verandering. Ook bij deze edite was er aandacht voor Talentontwikkeling. Kenmerkend voor deze edite was de Nederlandse media aandacht.. Van zowel regionale cultuurwebsites tot landelijke kranten, radio- en tv-uitzenders